# Ветјерна Поруба
Ветјерна Поруба (слч. Veterná Poruba) насељено је мјесто са административним статусом сеоске општине (слч. obec) у округу Липтовски Микулаш, у Жилинском крају, Словачка Република.

## Становништво
| Година:    | 1994. | 2004.   | 2014.   | 2024.   |
| ---------- | ----- | ------- | ------- | ------- |
| Број људи: | 360   | 350     | 372     | 362     |
| Разлика:   |       | -2,77 % | +6,28 % | -2,68 % |

| Година:    | 2023. | 2024.   |
| ---------- | ----- | ------- |
| Број људи: | 370   | 362     |
| Разлика:   |       | -2,16 % |

Према подацима о броју становника из 2011. године насеље је имало 373 становника.